# Ted Wass (acteur)
Ted Wass est un acteur et réalisateur américain, né le 27 octobre 1952 à Lakewood, dans l’État de l'Ohio (États-Unis).

## Filmographie
- 1983 : L'Héritier de la panthère rose de Blake Edwards
- 1984 : Sheena, reine de la jungle (Sheena) de John Guillermin
- 1984 : Oh, God! You Devil! de Paul Bogart
- 1986 : Le Fantôme de Canterville (The Canterville Ghost) de Paul Bogart
- 1997-1998 : Un pasteur d'enfer (Soul Man) (série télévisée)